# NGC 59
NGC 59 é uma galáxia elíptica (E-S0) localizada na direcção da constelação de Cetus. Possui uma declinação de -21° 26' 41" e uma ascensão recta de 0 horas, 15 minutos e 25,3 segundos.
A galáxia NGC 59 foi descoberta em 1886 por Ormond Stone.